# Luperina semiconfluens
Luperina semiconfluens là một loài bướm đêm trong họ Noctuidae.